# 오우렌세도
오우렌세 주(갈리시아어: Ourense 오우렌세, 스페인어: Orense 오렌세[*])는 스페인 북서부에 위치한 갈리시아 지방의 주로, 주도는 오우렌세이다. 갈리시아어와 스페인어를 쓴다. 서쪽으로는 폰테베드라 주, 북쪽으로는 루고 주와 접하고 있으며 동쪽으로는 레온도와 사모라 주, 남쪽으로는 포르투갈과 접하고 있다. 인구는 336,009명(2008년 기준)이며 면적은 7,273km2이다.

## 같이 보기
- 오우렌세